# Sue Grafton
Sue Grafton  (Louisville, 28 de dezembro de 1940 — Santa Bárbara, 28 de dezembro de 2017) foi uma autora contemporânea norte-americana, especialmente conhecida pela escrita de romances policiais.

## Biografia
Sue Taylor Grafton nasceu no Kentucky, Estados Unidos. Seu pai, Cornelius Warren Grafton, foi educado no colégio presbiteriano em Clinton, Carolina do Sul, e exerceu advocacia em Louisville. Ele também foi um autor de ficção ficção, com obras tais como The Rat Began to Gnaw the Rope, The Rope Began to Hang the Butcher, Be-yond a Reasonable Doubt, My Name is Christopher Nagel. A mãe foi professora de Química até ao seu casamento com Cornelius, em 1932.
Sue licenciou-se em Literatura Inglesa pela Universidade de Louisville em 1961. Casou-se cedo, teve uma filha e um filho, divorciou-se, casou-se outra vez e teve uma segunda filha. Em 1973 mudou-se para Hollywood onde escreveu argumentos para filmes e séries de televisão. Foi distinguida com um Christopher Award em 1979 por Walking Through The Fire. Ainda em Hollywood escreveu Sex and the Single Parent, Mark, I Love You e Nurse. Foi quando escrevia argumentos para a televisão que conheceu o seu terceiro marido, Steven Humphrey. Com ele adaptou duas obras de Agatha Christie (Mistério nas Caraíbas e À Saúde da... Morte) e, também com ele, escreveu Killer in the Family e Love on the Run. Em 1982 iniciou a série de livros que a tornaria mais conhecida. Trata-se de histórias policiais cujos título se iniciam com as letras consecutivas do abecedário, daí a série ser conhecida como "The Alphabet Novels". Sue deixou Hollywood em 1989. Sue passa parte do ano em Louisville e o resto em Montecito, Califórnia. Em 2004, Sue Grafton recebeu o Ross Macdonald Literary Award, concedido a "uma escritora da Califórnia cuja obra eleva os padrões da excelência literária."
Morreu em 28 de dezembro de 2017, por causa de um câncer, exatamente no dia de seu aniversário. 

## Carreira literária
Começou a escrever a série que em Portugal foi designada por "Crimes do Abecedário" durante o difícil processo de divórcio do seu segundo marido. Afirma que ficava horas na cama tecendo esquemas para o matar e decidiu que seria mais proveitoso passar as suas ideias para o papel. As histórias são passadas na cidade fictícia de Santa Teresa que se baseia na primeira cidade onde residiu, Santa Barbara, na Califórnia. Grafton escolheu o nome Santa Teresa como tributo ao autor Ross Macdonald, que anteriormente havia usado o mesmo nome como alternativa a Santa Barbara nos seus livros. Todas as histórias são escritas da perspectiva de uma detective privada chamada Kinsey Millhone. O primeiro livro da série foi intitulado A is for Alibi e foi escrito 1982 sendo a história situada no mesmo ano. O êxito desta série foi fulgurante. Sue recebeu o Shamus Award em 1986 por B is for Burglar, em 1991 por G is for Gumshoe e em 1995 por K is for Killer. O tempo da série é mais lento do que na vida real. Por exemplo, Q is for Quarry foi escrito em 2002, mas a ação passa-se em 1987. O último livro até o momento, "X" foi publicado em 2015.

## Obras
- Keziah Dane, (1967)
- The Lolly Madonna War, (1969)

adaptado ao cinema e realizado Richard C. Sarafian com o título de Lolly-Madonna XXX, em 1973.

### Crimes do Abecedário com Kinsey Millhone
- "A" de Álibi, (1982)
- "B" de Busca, (1985)
- "C" de Cadáver, (1986)
- "D" de Dívida, (1987)
- "E" de evidência, (1988)
- "F" de Fugitivo, (1989)
- "G" is for Gumshoe, (1990)
- "H" is for Homicide, (1991)
- "I" is for Innocent, (1992)
- "J" is for Judgment, (1993)
- "K" is for Killer, (1994)
- "L" is for Lawless, (1995)
- "M" is for Malice, (1996)
- "N" is for Noose, (1998)
- "O" is for Outlaw, (1999)
- "P" is for Peril, (2001)
- "Q" is for Quarry, (2002)
- "R" is for Ricochet, (2004)
- "S" is for Silence, (2005)
- "T" is for Trespass (2007)
- "U" is for Undertow (2009)
- "V" is for Vengeance (2011)
- "W" is for Wasted (2013)
- "X" (2015)
- "Y" is for Yesterday (2017)

### Outros
- Kinsey and Me, (1992)

Uma colecção de contos com a personagem Kinsey Millhone junto com outros contos sobre a própria mãe de Sue Grafton.